# Seznam hor a kopců v Botswaně
Toto je seznam hor a kopců v Botswaně.

## Tabulka
| Pořadí | Název                   | Výška (m) | Distrikt  | Souřadnice                 |
| ------ | ----------------------- | --------- | --------- | -------------------------- |
| 1      | Monalanong Hill         | 1494      |           | 24°50′ j. š., 25°40′ v. d. |
| 2      | Otse Hill               | 1491      |           | 25°1′ j. š., 25°44′ v. d.  |
| 3      | Tsodilo Hills           | 1489      |           | 18°46′ j. š., 21°45′ v. d. |
| 4      | Kwahu Hill              | 1359      | Jižní     | 24°56′ j. š., 25°25′ v. d. |
| 5      | Mamadungwa Hill         | 1315      | Jižní     | 25°8′ j. š., 25°14′ v. d.  |
| 6      | Leropo Hill             | 1305      | Jižní     | 25°46′ j. š., 25°29′ v. d. |
| 7      | Kgorotlhwe Hill         | 1298      | Centrální | 22°40′ j. š., 26°31′ v. d. |
| 8      | Kgokgole Hill           | 1292      | Jižní     | 25°3′ j. š., 25°30′ v. d.  |
| 9      | Mmammoloke Hill         | 1288      | Centrální | 22°44′ j. š., 26°48′ v. d. |
| 10     | Sehikile Hill           | 1268      | Jižní     | 25°26′ j. š., 25°19′ v. d. |
| 11     | Lekgabana la Mosokotswe | 1242      | Kweneng   | 24°25′ j. š., 25°26′ v. d. |
| 12     | Tapane Hill             | 1233      | Centrální | 22°3′ j. š., 26°46′ v. d.  |
| 13     | Leropo Hill             | 1226      | Centrální | 22°4′ j. š., 26°56′ v. d.  |